# Eilean Rìgh
Eilean Rìgh est une île du Royaume-Uni située en Écosse.